# Interpedia
Interpedia – jedna z pierwszych propozycji encyklopedii internetowych, która pozwoliłaby każdej zainteresowanej osobie wnosić wkład w postaci napisanych artykułów, przesyłanych do centralnej bazy dokumentów.
Interpedia została zaproponowana przez Ricka Gatesa, który 22 października 1993 r. opublikował w grupie dyskusyjnej alt.internet.services wiadomość, w której stwierdzał, że takie repozytorium wiedzy, zawierające ogólną, encyklopedyczną wiedzę dla zwykłego laika, byłoby ważnym narzędziem zarówno dla niektórych badań naukowych, jak i dla całej społeczności Internetu (Net.Citizenry), i że trzeba by nawiązać kontakt z najróżniejszymi grupami ludzi, którzy zajmą się pisaniem artykułów. Sam termin Interpedia został ukuty przez R. L. Samuella, uczestnika dyskusji w grupie.
W listopadzie 1993 r. utworzono specjalną grupę usenetową comp.infosystems.interpedia.
Dyskutowano, czy artykuły powinny być dokumentami HTML, czy czystym tekstem, czy też dopuszczalne są wszystkie formaty (jak w Gopherze). Inną kwestią było włączenie zasobów znajdujących się poza Internetem. Zakładano też powołanie niezależnych agencji oceniających poziom artykułów w Interpedii i „przystawiających pieczęć zatwierdzającą”.
Projekt ostatecznie nigdy nie wyszedł poza etap planowania i ostatecznie został zaniechany wskutek gwałtownego rozwoju World Wide Web.